# فرودگاه تکیرداغ چورلو
فرودگاه تکیرداغ چورلو  (به انگلیسی: Tekirdağ Çorlu Airport) (به زبان بومی: Çorlu Havalimanı) یک فرودگاه همگانی و غیرنظامی، نظامی با کد یاتا TEQ است که یک باند فرود سنگفرش دارد و طول باند آن ۳۰۰۰ متر است. این فرودگاه در شهر چورلو کشور ترکیه قرار دارد و در ارتفاع ۱۷۵ متری از سطح دریا واقع شده است.

## شرکت‌های هواپیمایی و مقصدهای پروازی
| شرکت‌های هواپیمایی                  | مقصدهای پروازی |
| ---------------------------------- | -------------- |
| ترکیش ایرلاینز اجرا توسط آنادولوجت | اسن‌بوغا        |